# Pegasus World Cup
Pegasus World Cup, officiellt Pegasus World Cup Invitational Stakes är ett galopplöp för hästar som rids på Gulfstream Park i Hallandale Beach i Florida. Loppet reds första gången 2017, och marknadsförs som världens mest penningstinna galopplöp. Loppet rids över 9 furlong (1811 meter) på dirttrackbana, och är öppet för 4-åriga engelska fullblodshästar och äldre. Det är ett Grupp 1-löp, det vill säga ett löp av högsta internationella klass.
Loppet har tagit sitt namn efter den mytologiska hästen Pegasos, som även står staty utanför galoppbanan.

## Segrare
| År   | Häst              | Ålder | Jockey            | Tränare           | Tid     |
| ---- | ----------------- | ----- | ----------------- | ----------------- | ------- |
| 2025 | White Abarrio     | 6     | Irad Ortiz Jr.    | Saffie Joseph Jr. | 1:48.05 |
| 2024 | National Treasure | 4     | Flavien Prat      | Bob Baffert       | 1:50.51 |
| 2023 | Art Collector     | 6     | Junior Alvarado   | William I. Mott   | 1:49.44 |
| 2022 | Life Is Good      | 4     | Irad Ortiz Jr.    | Todd Pletcher     | 1:48.91 |
| 2021 | Knicks Go         | 5     | Joel Rosario      | Brad H. Cox       | 1:47.89 |
| 2020 | Mucho Gusto       | 4     | Irad Ortiz Jr.    | Bob Baffert       | 1:48.85 |
| 2019 | City of Light     | 5     | Javier Castellano | W.M. McCarthy     | 1:47.71 |
| 2018 | Gun Runner        | 5     | Florent Geroux    | Steve Asmussen    | 1:47.41 |
| 2017 | Arrogate          | 4     | Mike E. Smith     | Bob Baffert       | 1:46.83 |